# Mammillaria bocensis
Mammillaria bocensis es una especie  perteneciente a la familia Cactaceae. Es originaria de México.

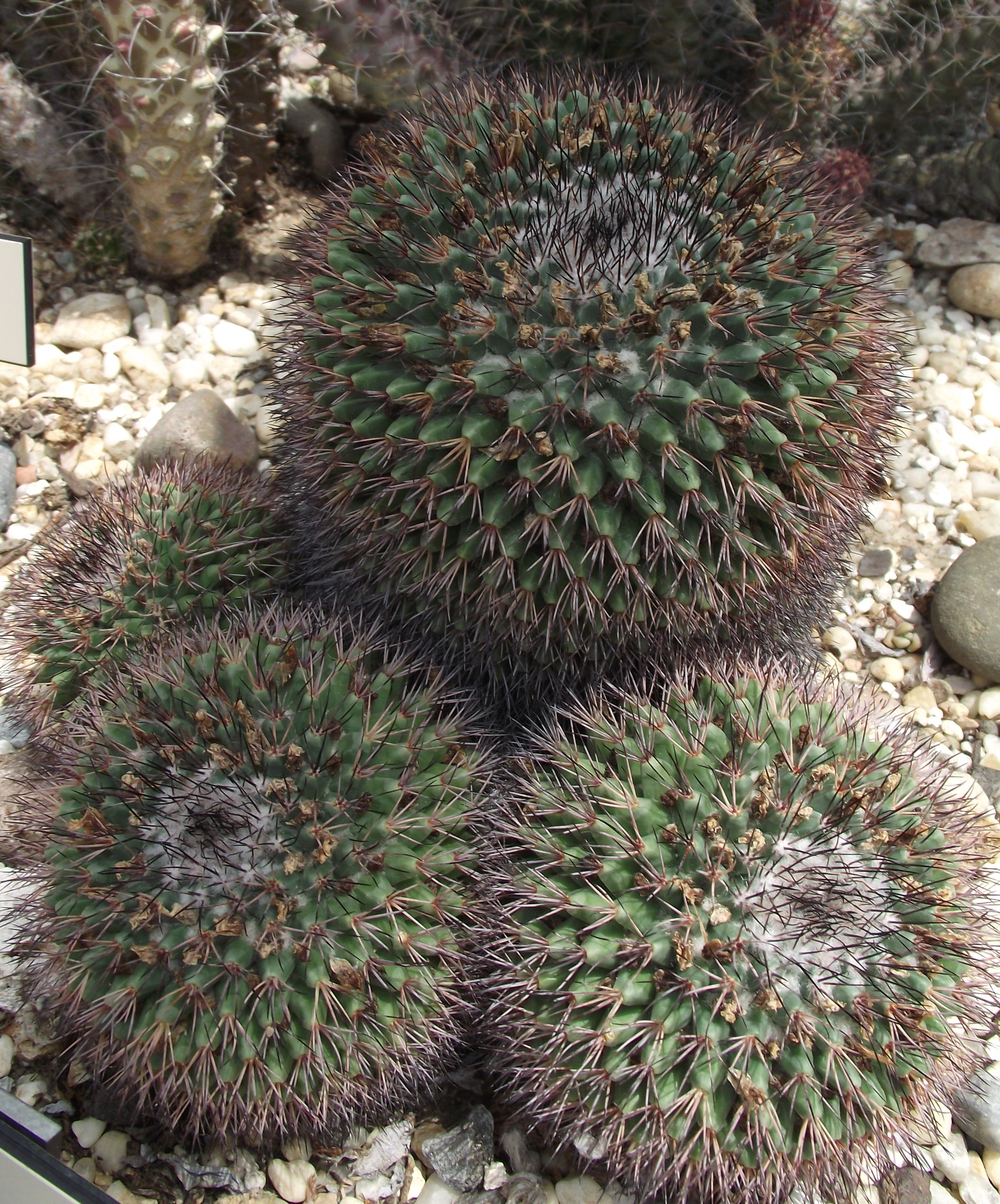
Vista de la planta

## Descripción
Es una planta perenne carnosa y globosa que crece solitaria. El cuerpo de la planta es globoso a cilíndrico. Es de color verde oscuro con toque de color rojizo a morado y alcanza los de 8-9 cm de altura y de diámetro. Tienen savia lechosa. La  espina central de color marrón rojizo con una punta oscura recta o ligeramente doblada de 0,8 a 1,5 centímetros de largo. Las 6 a 8 espinas radiales son aciculares, de color blanco a rojizo, con una punta oscura, de 0,5 a 1,4 centímetros de largo. Las flores son de color rosa brillante y verde, con una franja media de color marrón. Miden de 1,5 a 2 cm de largo. Los gruesos frutos son de color rojo. Contienen semillas de color marrón claro.

## Distribución
Mammillaria bocensis se encuentra en los estados mexicanos de Sonora, Sinaloa, Jalisco y Nayarit.  

## Taxonomía
Mammillaria bocensis fue descrita por Robert T. Craig y publicado en The Mammillaria Handbook 56, f. 38, en el año 1945.
Etimología
Mammillaria: nombre genérico que fue descrita por vez primera por Carolus Linnaeus como Cactus mammillaris en 1753, nombre derivado del latín mammilla = tubérculo, en alusión a los tubérculos que son una de las características del género.
El epíteto específico bocensis indica su ubicación en Las Bocas, (México).
Sinonimia
- Mammillaria neoschwarzeana
- Mammillaria rubida[3]